# I Am Bolt
I Am Bolt (br: Eu Sou Bolt) é um documentário biográfico esportivo britânico de 2016, codirigido por Benjamin Turner e Gabe Turner e produzido por Leo Pearlman. Conta a história do velocista jamaicano Usain Bolt, o homem mais rápido do mundo, que conquistou três medalhas de ouro olímpicas e bateu os recordes mundiais nos 100m, 200m e 4 × 100m.
O filme mostra como Bolt se tornou o maior campeão olímpico da história do atletismo, com nove medalhas de ouro, e os desafios que enfrentou pelo caminho. A produção estreou no Reino Unido em 28 de novembro de 2016 e depois foi exibido em vários países. A maioria dos críticos elogiou o filme.